# 艾佛頓體育場
艾佛頓體育場，目前因贊助原因被稱為希爾·迪金森體育場是一座位於英格蘭利物浦布拉姆利摩爾碼頭興建中的足球場。落成啟用後，於2025–26年賽季會取代葛迪遜公園球場成為艾佛頓的新主場。
布拉姆利摩爾碼頭曾是一個商業碼頭，而新體育場的建設旨在成為該地區綜合開發項目的核心，包括商店、住宅、健身房及其他場館。體育場啟用後，成為英格蘭第八大和英國第十一大的足球場。它還將作為2028年歐洲國家盃和2025年袋鼠橄欖球聯賽英法巡迴賽（2025 Rugby League Ashes）的比賽場地。

## 規劃與開發

### 提案
愛華頓自1892年起便在古迪遜公園球場進行比賽，該球場自建成以來已逐步進行多次升級，最近的一次重大改建是在1994年8月啟用一個新看台使其成為一座全座席球場，容納人數超過39,000人。然而球場的建造方式及其地理位置最終限制了其進一步的發展。2007年時任首席執行官基思·溫尼斯（Keith Wyness）透露，俱樂部僅為了保持球場鋼結構符合標準已花費50萬英鎊進行維修工作，並警告稱十年內球場可能無法通過安全檢查。
1990年的泰勒報告（Taylor Report）要求英國足球聯賽的所有球場都需改建為全座席設計，這大幅削減了古迪遜公園的容量，從曾經的超過78,000人減少到略高於39,000人，並進一步縮減至目前的39,414人 。這一容量遠遠落後於附近的安菲爾德球場，後者已擴建至超過61,000人，而與老特拉福德球場（74,310人）及其他球場相比更顯不足
。
搬遷至新球場的可能性最早於1996年提出，當時埃弗頓主席彼得·約翰遜（Peter Johnson）宣布計劃將愛華頓從古迪遜公園球場搬遷至一座擁有60,000個座位的新球場。2001年確定國王碼頭（King's Dock）為新球場的選址，計劃建造一座可容納55,000人的球場，預計於2005年完工。然而由於資金問題，這些計劃被迫取消。2006年6月，埃弗頓與諾斯利市議會（Knowsley Council）及特易購展開磋商，討論在克比（Kirkby）建造一座新球場的可能性。該球場設計容量為55,000人，並可擴展至超過60,000人。 該計劃被稱為克比項目（The Kirkby Project）。俱樂部採取不尋常的舉措讓支持者投票決定俱樂部的未來，結果顯示59%的支持者贊成該提案，而41%反對。 該計劃的反對者包括其地方議會，他們擔心大型特易購商店的建設會對當地造成影響，以及一部分球迷要求愛華頓應留在利物浦市界內。
隨後該項目進行公開調查 ，但英國中央政府最終否決該提案 。地方及區域政治人士試圖制定修訂後的救援計劃，利物浦市議會召開與愛華頓的會議，旨在評估市界內的幾個合適地點。 然而修訂後的計劃最終仍未成功。
埃弗頓曾考慮與利物浦足球俱樂部共同資助建造斯坦利公園球場的可能性。該球場原定於2006年啟用，但隨著利物浦的新東主更傾向於擴建安菲爾德球場，該計劃於2012年被取消。這一想法遭到利物浦前共同擁有者湯姆·希克斯否決。當時曾有關於兩家俱樂部共同建造球場的傳聞，但儘管有這些猜測，利物浦始終堅持地表示球場共用協議從未列入議程。
2011年2月10日，利物浦市議會的再生與交通專責委員會（Regeneration and Transport Select Committee）會議提出了一項提案，計劃開放布特爾支線（Bootle Branch line），並以「利物浦足球俱樂部和埃弗頓足球俱樂部作為項目的經濟推動力」為優先。 該提案旨在讓兩家足球俱樂部位於快速交通系統默西鐵路（Merseyrail）線上，形成環繞城市的交通網絡，以改善交通便利性。
2014年9月，愛華頓與利物浦市議會及利物浦互助住宅公司（Liverpool Mutual Homes）合作，初步提出在沃爾頓霍爾公園（Walton Hall Park）建造新球場的計劃。然而該計劃於2016年5月被取消，俱樂部開始考慮兩個新選址的可能性。
在2017年1月的年度股東大會上，主席比爾·肯賴特（Bill Kenwright）透露，布拉姆利-摩爾碼頭（Bramley-Moore Dock）是新球場的首選地點，並計劃由市議會資助新火車站和道路建設。該計劃的前提是設立一個特殊目的載體（Special Purpose Vehicle），由利物浦市議會擔任擔保人，為俱樂部計劃用於建設的數億商業貸款提供保障。
2018年，一次公眾諮詢活動中確認了布拉姆利-摩爾碼頭作為新球場的選址。 然而這一選址受到了聯合國教科文組織的嚴厲批評，最終導致利物浦海事商城於2021年7月被移出世界遺產名錄。 
建築師丹·梅斯（Dan Meis）負責設計埃弗頓的新球場， 隨後開展第二階段的諮詢活動，名為「人民項目」（The People's Project）。
2017年11月，俱樂部與皮爾控股集團（Peel Holdings）達成了一份為期200年的租賃協議。2018年，愛華頓公佈其新球場的設計計劃，該球場可容納52,000名觀眾，並且在需求允許的情況下，未來可擴建至62,000個座位。

## 開幕
2025年初，為了獲得舉辦正式比賽所需的安全證書和許可，艾佛頓新球場將舉辦三場測試賽事  。
首場測試賽於2月17日舉行，為一場僅對10,000名球迷開放的U18比賽，隨後計劃於4月或5月舉行U21友誼賽，容納25,000名觀眾，最終再舉行一場滿座的成年隊比賽  
。
在2月17日首場測試賽中，維根U18球員哈里森·里默（Harrison Rimmer）在比賽第12分鐘成為新球場的首位進球者，帶領球隊以2比1取勝。而艾佛頓16歲的替補球員雷·羅伯特（Ray Robert）則在第88分鐘以一記點球成為艾佛頓的首位進球者。
第二場測試賽於3月23日舉行，為艾佛頓U21與博爾頓U21的友誼賽，吸引了25,000名觀眾，座位全數售罄。 該比賽最終由艾佛頓U21以1比0獲勝，並因必須進行強制疏散演練而將比賽時間縮短為65分鐘。疏散演練順利完成，但比賽前後的公共交通和交通擁堵問題引發了關注。

## 外部連結
- 官方网站
- MEIS Studio 埃弗頓體育場網頁
- BDP Pattern 埃弗頓體育場網頁
- 维基共享资源上的相關多媒體資源：艾佛頓體育場